# Gaspard Rinaldi
Gaspard Rinaldi (* 26. Mai 1909 in Cannes; † 24. November 1978 in Marseille) war ein französischer Profi-Radsportler.
Rinaldi begann seine Radsportkarriere 1929. In seiner Laufbahn konnte er vor allem kleine Rennen für sich entscheiden. 1930 gewann er die beiden Eintagesrennen Grand Prix du Cannes und Marseille–Nizza. 1933 ging er bei der ersten Tour de Suisse an den Start, welche er als Dritter in der Gesamtwertung beendete. Zwei Jahre später, 1935, konnte er die Schweizer Landesrundfahrt für sich entscheiden. Er gewann mit einem Vorsprung von 1:44 Minuten auf den Schweizer Leo Amberg. 1936 gewann er die Circuit des cols Pyrénéens. Nach der Saison 1938 beendete er seine Karriere im Alter von 29 Jahren.